# 佐敦道碼頭

1960年代的佐敦道碼頭

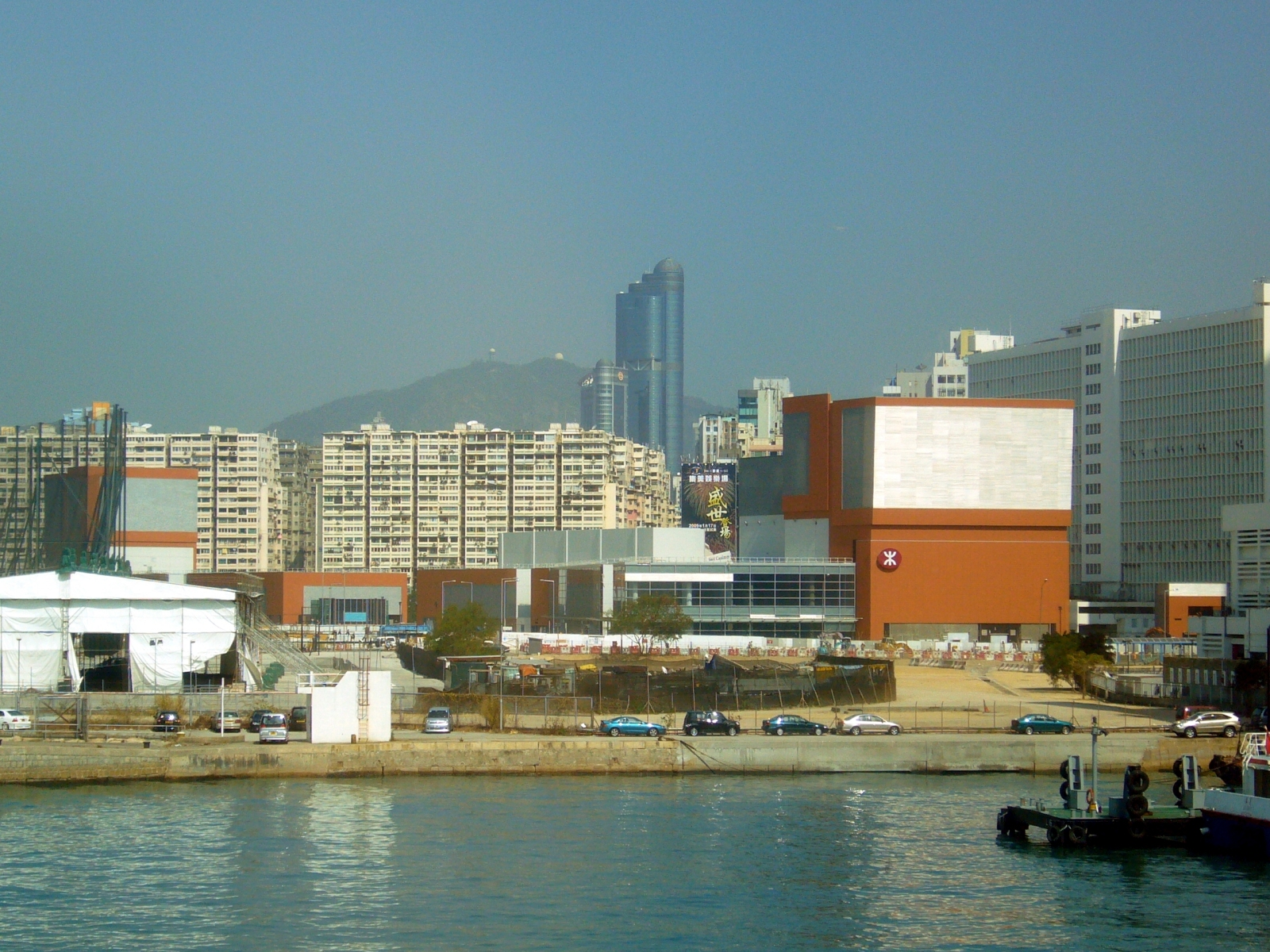
佐敦道碼頭在1990年代被拆卸後，原址改建為柯士甸站。

佐敦道碼頭（英語：Jordan Road Ferry Pier）位於香港九龍油尖旺區官涌西部渡船角，曾經為九龍規模最龐大的碼頭之一，今已拆除。現時佐敦道碼頭舊址部分是港鐵屯馬綫柯士甸站及高尚住宅The Austin。

## 歷史
早在1924年，油麻地小輪從政府得到專利權，在油麻地一帶經營往中環的渡輪業務，當時是使用佐敦道碼頭的前身——位於眾坊街海旁的油麻地碼頭。
佐敦道碼頭於1933年3月6日啟用，取代油麻地碼頭成為油麻地區的渡輪碼頭。這個碼頭能夠容納客車兩用的雙層渡輪，因此同日起油麻地小輪開辦來往佐敦道碼頭至中環統一碼頭的客輪及汽車渡輪服務，並提供往灣仔的客輪服務。同一時間，當年成立的九龍巴士也在碼頭旁邊設立巴士總站，開設了兩條巴士路線分別往來佐敦道碼頭與深水埗及九龍城。其後，有更多來往九龍及新界的巴士路線開辦，使碼頭成為當時九龍最繁忙的碼頭，亦成為當時九龍區的重要交通樞紐之一。
1960年代，佐敦道碼頭附近的油麻地小輪倉庫改建成俗稱八文樓的文華新村，由於該處交通方便，吸引了不少中產階級入住，自此文華新村及佐敦道碼頭一帶皆統稱為渡船角。
自1970年代海底隧道及地鐵通車後，佐敦道碼頭的作用漸減，汽車渡輪業務於1994年1月6日首先停航。再加上西九龍的開發，碼頭需要徵用作填海工程用地，碼頭於1996年2月1日停用，客輪航線改為在九龍政府船塢旁的臨時碼頭上落客。最後，渡輪業務被逼於1998年2月2日正式取消，只餘下巴士總站部分。
1998年6月22日，九龍站公共運輸交匯處落成啟用，部分路綫遷往九龍站公共運輸交匯處，以紓緩佐敦道碼頭巴士總站的擠迫情況。
2003年，配合興建九鐵九龍南綫，巴士總站部分被徵用，2月23日，所有使用佐敦道碼頭巴士總站的巴士路線需要遷至位於原有巴士總站西面的佐敦匯翔道臨時巴士總站。

## 特點
佐敦道碼頭巴士總站曾經是九龍最多巴士線的總站，亦是1950至60年代所有新界路線在油尖區（今油尖旺區）的終點站，它們均以佐敦道碼頭或大角咀碼頭作為終點站。而以尖沙咀碼頭終站的巴士線全部只往返九龍市區，因此佐敦道碼頭巴士線與尖沙咀碼頭巴士線的服務地區成強烈對比。
當時這個佐敦道碼頭裏，除了佐敦道巴士站，還有個機槍堡，據說是二戰時遺留下來既機槍堡。昔日也因為誤以為是日軍，而開火誤中青洲來的貨船。
- 曾經以佐敦道碼頭作為總站的路線包括：

| 路線         | 目的地                                   | 備註                                                   |
| ------------ | ---------------------------------------- | ------------------------------------------------------ |
| 2B（第3代）  | 九龍城碼頭                               | 通宵線                                                 |
| 3            | 九龍城／竹園（後稱黃大仙）／鑽石山地鐵站 |                                                        |
| 3A           | 何文田邨                                 |                                                        |
| 3C           | 慈雲山（南）／慈雲山（北）               |                                                        |
| 3E           | 慈雲山（惠華街）                         | 1992年更改編號為203E                                   |
| 4            | 深水埗碼頭／長沙灣                       |                                                        |
| 4A           | 大坑東邨                                 |                                                        |
| 8（第1代）   | 九龍塘                                   |                                                        |
| 8（第2代）   | 尖沙咀碼頭                               |                                                        |
| 9（第1代）   | 元朗                                     | 1973年更改編號為50                                     |
| 10（第1代）  | 牛池灣                                   |                                                        |
| 10（第2代）  | 尖沙咀碼頭                               |                                                        |
| 11           | 九龍城／竹園／黃大仙／鑽石山             |                                                        |
| 11A          | 九龍城碼頭                               |                                                        |
| 11C（第1代） | 紅磡／紅磡碼頭                           |                                                        |
| 12           | 荔枝角                                   |                                                        |
| 13           | 九龍城／牛池灣／彩虹邨                   |                                                        |
| 14（第1代）  | 牛池灣／彩虹邨                           |                                                        |
| 14（第2代）  | 油塘                                     |                                                        |
| 14A          | 觀塘                                     |                                                        |
| 14X（第1代） | 油塘                                     |                                                        |
| 15（第1代）  | 文錦渡                                   |                                                        |
| 15A（第1代） | 上水                                     | 1968年更改編號為19A                                    |
| 15B（第1代） | 沙田                                     |                                                        |
| 16（第1代）  | 元朗                                     | 1973年更改編號為50                                     |
| 16A          | 荃灣／荃灣西約／荃灣碼頭                 | 1973年更改編號為30                                     |
| 16B（第1代） | 馬灣碼頭                                 |                                                        |
| 16B（第2代） | 荃灣西約                                 |                                                        |
| 16B（第3代） | 荃灣                                     |                                                        |
| 16B（第5代） | 北葵涌（後稱石梨）                       | 1973年更改編號為36B，往梨木樹邨                        |
| 16C          | 青山                                     |                                                        |
| 19           | 上水                                     | 1968年配合獅子山隧道通車而開辦，1973年更改編號為70     |
| 19B          | 沙田                                     |                                                        |
| 20           | 愛民邨                                   |                                                        |
| 26（第1代）  | 元朗                                     | 經荃錦公路，1973年更改編號為 51 號，並縮短至大角咀碼頭 |
| 27（第1代）  | 青山醫院                                 |                                                        |
| 36B          | 梨木樹邨                                 |                                                        |
| 42A          | 長亨邨                                   |                                                        |
| 46           | 麗瑤邨                                   |                                                        |
| 60X          | 屯門市中心                               |                                                        |
| 63X          | 天慈邨                                   | 經屯門公路                                             |
| 68           | 元朗（東）                               | 經屯門公路                                             |
| 68S／N68     | 元朗（東）                               | 特別日子通宵線                                         |
| 68X          | 元朗（東）                               | 經大欖隧道、屯門公路和荃灣路                           |
| 69P（第1代） | 天水圍市中心                             | 上午及下午繁忙時間服務                                 |
| 69X          | 天瑞邨                                   | 經大欖隧道、屯門公路和荃灣路                           |
| 70           | 上水                                     |                                                        |
| 70A          | 沙田／瀝源邨／禾輋邨                     |                                                        |
| 70B          | 大埔墟                                   |                                                        |
| 70S          | 和合石                                   | 清明節及重陽節日子服務                                 |
| 71           | 沙田／沙田墟                             | 後延長至禾輋邨，1987年更改編號為81                     |
| 95           | 翠林邨                                   |                                                        |
| 98D          | 坑口（北）                               |                                                        |
| 110          | 西灣河碼頭／筲箕灣                       |                                                        |
| 203E         | 富山邨                                   |                                                        |
| 205          | 彩虹邨                                   |                                                        |
| 270A         | 彩園邨／上水                             |                                                        |
| 296D         | 尚德邨                                   |                                                        |

- 曾經途經佐敦道碼頭的路線包括：
  - 2E、8A、11C（第1代）、202、K15

### 其他參考文獻
- 周佳榮、鍾寶賢、黃文江編著《戰後香港軌跡》社會掠影:[永久]